# سيد سولومون
سيد سولومون (بالإنجليزية: Syd Solomon)‏ هو فنان أمريكي، ولد في 12 يوليو 1917 في يونيونتاون في الولايات المتحدة، وتوفي في 28 يناير 2004.